# Kim Dong-moon
Kim Dong-moon (Gokseong, 22 de setembro de 1975) é um jogador de badminton sul-coreano, bicampeão olímpico, especialista em duplas.

## Carreira
Kim Dong-moon representou seu país nos Jogos Olímpicos de Verão de 1996 a 2004, conquistando a medalha de ouro, nas duplas em 2004, com a parceria de Ha Tae-kwon.